# 偽沼鼠
偽沼鼠（学名：Xeromys myoides），又名麥當勞岩鼠，是澳洲齧齒目鼠科偽沼鼠屬的一種动物。

## 特徵
偽沼鼠的頭部明顯很長及扁平，眼睛細小，耳朵圓圓。牠們上下顎兩邊各只有兩個臼齒。上門齒是黃色或橙色，下門齒是白色。頭部及身體約長10厘米，而且駝背。尾巴長8.5-10厘米，後腳長23-26毫米。體毛防水及呈深灰色，腹部呈白色。手掌及腳掌的毛纖細及呈白色。腳上沒有蹼，不像澳洲水鼠，故其名為「偽」沼鼠。尾巴的毛稀疏，有鱗片。牠們平均重42克。

## 棲息地
偽沼鼠分佈在澳洲。最初認為牠們只生活在昆士蘭東南部及北領地，但後來在昆士蘭中部及南部、北史翠伯克島、梅爾維爾島及巴布亞新畿內亞。牠們主要棲息在紅樹林及湖泊、沼澤圍繞的低地。牠們的巢是築在紅樹林的樹木上，有點像白蟻的土堆。牠們以葉子及泥築成巢穴，可以高達60厘米。巢通常只有一個入口，但內部卻有多個間隔，且有通道連接。由於通道過於複雜，其住所有時會重疊。由此可見，牠們是群居及非常友善。由於牠們沒有蹼及不懂游泳，牠們的巢一般都是築在近淺水處，讓牠們可以涉水尋找食物而不用游泳或潛水。

## 食性
偽沼鼠似乎要依賴紅樹林及潮間帶的沼澤環境。牠們主要吃無脊椎動物，如蟹、細小的龍蝦、貝類、蝸牛及蠕蟲。牠們會在夜間覓食，日間則休息。雄鼠覓食的範圍約有0.8公頃，而雌性的則是0.6公頃，夜間最多可以廣泛至2.9公里。

## 成長及繁殖
偽沼鼠的成長及繁殖資料不詳。由於大部份食物都是在紅樹林中，故牠們的生存都是依賴紅樹林的保存。估計牠們每胎只會產兩隻幼鼠。巢內最多有8隻偽河鼠，包括不同年齡及性別，通常只有一隻至上的雄鼠及幾隻繁殖的雌鼠。

## 掠食者及威脅
偽沼鼠的天敵包括狐、貓科、地毯蟒、茶色蟆口鴟及豬。但是最大的敵人卻是人類。牠們的棲息地是因人類的發展而變得疏落及少於2000公里。牠們棲息地的面積及質量不斷的下降，受到污染、河流改道及垃圾及化合物的感染等威脅。其棲息地亦受到農業、畜牧、城市化及沼澤排水而消失。牠們現正處於易危狀況。

## 保育狀況
偽沼鼠對人類並無傷害，牠們只在生態平衡上扮演一個小角色。多年來的污染引致牠們的棲息地消失。只有小心保護濕地及紅樹林才能阻止牠們的滅絕。
被列為《瀕危野生動植物種國際貿易公約》附錄二的物種，被限制出口及貿易。

## 外部連結
- Water rat Encyclopædia Britannica 2008
- False Water Rat AvidPets.com
- False Water Rat, Xeromys myoides, Threatened Species Day Fact Sheet 2003[永久] Australian Government, Department of the Environment, Water, Heritage, and the Arts